# Costa Ricas demografi

En graf som visar Costa Ricas befolkning från 1960 till 2015 enligt FN.

Den här artikeln tar upp Costa Ricas demografi. Costa Rica har en mer enhetlig befolkning än övriga Centralamerika då närmare 90 % av Costa Ricas invånare är av europeisk (spansk) härkomst. Spanska är officiellt språk och katolicism är den dominerande religionen. Läskunnigheten är hög. Av ursprungsbefolkningen återstår bara en spillra.

## Befolkningsstatistik
Nedan listas diverse befolkningsstatistik för Costa Rica. Uppgifterna är hämtad från CIA World Factbook.
- Befolkningstillväxt: 1,19 % (2016)
- Födelsetal: 15,7 födslar per 1 000 invånare (2016)
- Dödlighet (hela befolkningen): 4,6 dödsfall per 1 000 invånare (2016)
- Nettomigration: 0,8 migranter per 1 000 invånare (2016)
- Spädbarnsdödlighet: 8,3 dödsfall per 1 000 levande födslar (2016)
  - Manlig spädbarnsdödlighet: 9,0 dödsfall per 1 000 levande födslar (2016)
  - Kvinnlig spädbarnsdödlighet: 7,4 dödsfall per 1 000 levande födslar (2016)
- Mödradödlighet: 25 dödsfall per 100 000 födslar (2015)
- Antal barn/kvinna: 1,90 (2016)
- Befolkningens medianålder: 30,9 år (2016)
  - Mäns medianålder: 30,4 år (2016)
  - Kvinnors medianålder: 31,3 år (2016)
- Befolkningens medellivslängd vid födseln: 78,6 år (2016)
  - Mäns medellivslängd vid födseln: 75,9 år (2016)
  - Kvinnors medellivslängd vid födseln: 81,4 år (2016)
- Läskunnighet: 97,8 % (2015)
  - Hos män: 97,7 % (2015)
  - Hos kvinnor: 97,8 % (2015)
- Ungdomsarbetslöshet: 25,0 % (2014)
  - Hos män: 21,3 % (2014)
  - Hos kvinnor: 31,4 % (2014)
- Barnarbete: 39 082 eller 5 % av barn i åldern 5-14 år (2002)
- Andel överviktiga hos den vuxna befolkningen: 24,0 % (2014)
- Andel underviktiga barn under 5 års ålder: 1,1 % (2009)
- Andel av vuxna befolkningen med HIV/AIDS: 0,33 % (2015)
- Invånare som är smittade av HIV/AIDS: 10 000 (2015)
- Dödsfall på grund av HIV/AIDS per år: 200 (2015)